# 首都高SPL
『首都高SPL』 (しゅとこうすぺしゃる) は、楠みちはる作画による日本の自動車漫画。青年コミック誌『月刊ヤングマガジン』 (講談社) にて、2016年第10号~2024年第7号迄連載されていた。続編は、青年コミック誌『月刊ヤングマガジン』 (講談社)にて首都高SPL ゼロが連載されている。

## 概要
『銀灰のスピードスター』の続編として描かれた作品。『湾岸ミッドナイト』シリーズ第4作。

## 登場人物とその愛車

### 主要人物
工藤 圭介 (くどう けいすけ)
登場車種：
ボディーカラー…
本作の主人公

## 書誌情報
- 楠みちはる『首都高SPL』講談社〈ビッグコミックス〉、全12巻
  1. 2018年1月5日発売、ISBN 9784065106259